# Giovanni Andrea Berlam
Giovanni Andrea Berlam (Trieste, 3 luglio 1823 – Trieste, 1892) è stato un architetto austriaco.

## Biografia
Giovanni Andrea Berlam entrò giovanissimo all'Accademia di Belle Arti di Venezia allora diretta dall'architetto Pietro Nobile (1774-1854); si iscrisse quindi al Politecnico di Vienna nell'anno accademico 1841-42, frequentando le lezioni fino al 1845; qui fu allievo di Adam Burg (1797-1882), matematico e titolare della cattedra di Meccanica, di Josef Stummer (1808-1891), ordinario di Ingegneria idraulica, e di Ludwig Foerster (1797-1863), docente del corso di Composizione architettonica. Dopo un ulteriore anno all'Accademia di Belle Arti di Vienna, nel 1846 presentò istanza all'Imperial Regio Governo del Litorale per l'ottenimento di un posto di ingegnere praticante presso la Direzione delle pubbliche costruzioni di Trieste, dove svolse per i successivi cinque anni l'apprendistato professionale.
Nel 1850 fu incaricato della sistemazione del palazzo Gopcevich a Trieste, da Spiridione Gopcevich, banchiere e commerciante di origini serbe e presidente della comunità serba cittadina. In seguito progettò o ristrutturò diversi edifici cittadini e ville signorili (tra le quali la villa Sigmundt (1861).
Nel 1882 progettò il padiglione imperiale per la Prima esposizione austro-ungarica agricola industriale.
Nel 1866 fu uno dei fondatori dell'Associazione triestina per le arti e l'industria, che animava la vita politica, culturale ed economica della città. Non nascose mai i suoi sentimenti italiani e respinse più volte le onorificenze offertegli dal governo austriaco.
Negli anni successivi Berlam progettò, costruì o trasformò radicalmente molti edifici di abitazione, che si possono suddividere in tre grandi gruppi: il primo comprende edifici con due facciate su vie parallele tra di loro, con splendide piante e facciate mimetizzate nel tessuto urbano (casa Renner de Oesterreicher del 1854, casa Kessissoglu del 1864, l'isolato Pietro Sartorio del 1868); il secondo gruppo è composto di edifici con planimetria ad angolo acuto posti all’incrocio delle strade (casa Jellauscheg del 1856, la casa del banchiere e armatore Chevesich del 1858, casa Bischoff del 1870); il gruppo più numeroso è quello delle case inserite negli isolati, e dunque con una facciata sola, e degli opifici cittadini, molti dei quali oggi demoliti.
L'attività di architetto progettista e quella di ingegnere, industriale edile, è strettamente legata a diverse attività promozionali perfettamente allineate con le analoghe manifestazioni organizzate nell'Europa e nel mondo più progredito di allora: tale attività di promozione scientifica, artistica e industriale egli svolse per una parte notevole nell’ambito dell'Associazione triestina per le arti e l’industria, di cui era stato nel 1866 uno dei fondatori e che avrebbe retto dal 1867 al 1870.
Su iniziativa dell'Associazione e di Berlam in particolare si costituì un formidabile gruppo di pressione politico-culturale responsabili e di buona parte degli eventi di politica culturale ed economica triestini, che sarebbe durato fino al crollo degli Asburgo; in questo contesto vanno inquadrate la fondazione della Banca popolare di Trieste (1868), la nomina di una commissione per lo studio del problema delle case operaie (1871) e la costituzione della Società triestina costruttrice di edifici popolari (STCEP).
Parallelamente emerse la necessità di avere un istituto bancario in grado di finanziare le grandi imprese edilizie ed anche, ove necessario, direttamente le grandi opere: venne pertanto fondata nel 1872 la Banca triestina di costruzioni con gli stessi azionisti della STCEP.
Negli anni 1878-92 Berlam è membro del curatorio del Civico museo Revoltella e prosegue parallelamente la sua attività di costruttore di edifici nel centro di Trieste e di ville signorili: fra le prime ricordiamo la casa Finzi-Ascoli in via Battisti (1873-74), la casa Caccia in piazza Goldoni (1875), la ricongiunzione dei corpi dell'isolato Chiozza prospicienti la via Carducci (1876-77) poi demoliti, il palazzo Mauroner in via Battisti (1876), la casa Berlam in via Carducci (1878), dimora personale e sede fino al 1918 del Conservatorio Verdi e dal 1887 del Circolo artistico di Trieste, il palazzo Hermannstorfer (1878); fra le seconde, la villa Mauser de Marquado (1857), la villa Sigmundt (1861), la villa Caccia (1874), la risistemazione di villa Renner de Oesterreicher (1880).
Merita infine una menzione il progetto del padiglione imperiale, realizzato in occasione della Prima Esposizione austroungarica agricola industriale, tenutasi nel 1882.
Dopo quell'anno, l'architetto progettò ancora alcuni edifici e piccoli stabilimenti; aiutò con i suoi consigli il figlio Ruggero che divenne in pochi anni il titolare dello studio.
Morì a Trieste nel 1892. La sua attività venne proseguita dal figlio, Ruggero Berlam.

## Archivio
L'archivio Berlam si compone di circa 300 unità formate da progetti di edilizia pubblica (edifici e monumenti) e di edilizia privata (palazzi, ville e villini, chiese e tombe) a Trieste, in Friuli e in Istria, disegni ad acquerello e disegni scolastici di ornato che coprono gran parte della produzione dei tre architetti che con i loro lavori hanno caratterizzato un'epoca architettonica di elegante crescita stilistica, firmando i progetti sia singolarmente, come nel caso di Giovanni Andrea (16 progetti fra i quali la casa Morpurgo e altre signorili residenze padronali a Trieste e 12 disegni a soggetto vario, esempio di sapiente padronanza di un'arte non soltanto progettuale), sia a firma doppia, come nelle imponenti collaborazioni (16 progetti circa) tra Ruggero e il figlio Arduino.
Tra queste vanno ricordate il Tempio israelitico e la Scala dei Giganti a Trieste, l’edificio-villa Moretti a Udine, residenza e fabbrica della nota birra. Tra i progetti di grande prestigio a firma unica di Ruggero Berlam (circa 130 unità totali), un esempio è rappresentato dall'edificio del Giudizio distrettuale di Parenzo. Nell'elenco complessivo delle opere di quest'ultimo spicca inoltre un quaderno di disegni di figura umana, espressione della poliedricità artistica dell'architetto.
Tra i lavori del figlio Arduino (146 unità) si ricorda la sede del Consorzio antitubercolare di Udine.
L'archivio comprende inoltre due scatole di materiale inerente alla costruzione del Faro della Vittoria (1919 - 1927) ad opera di Arduino Berlam, contenenti alcuni libri mastri e rassegna stampa.
Si conserva infine una scatola contenente materiale cartaceo di natura personale riguardante la famiglia Berlam, dal 1824 al 1913 circa.

## Opere realizzate
- 1848-1849; modifica del Palazzo civico a Capodistria;
- 1850-1851: risistemazione di palazzo Gopcevich a Trieste;
- 1854: Casa Renner de Oesterreicher a Trieste;
- 1856: casa Jellauscheg a Trieste;
- 1857: villa Mauser de Marquado a Trieste (oggi Villa Margherita) dove visse e dipinse Alice Psacaropulo[4];
- 1858: casa Chevesich a Trieste;
- 1861: villa Sigmundt (poi Stern, poi Ferro);
- 1864: casa Kessissoglu a Trieste;
- 1868: isolato Pietro Sartorio a Trieste;
- 1870: casa Bischoff a Trieste;
- 1871: progetto per sessanta case popolari per la Società case popolari a Trieste;
- 1873-1874: casa Finzi-Ascoli a Trieste;
- 1875: casa Caccia in piazza Goldoni a Trieste;
- 1876-1877: ricongiunzione dei corpi di fabbrica dell'isolato Chiozza prospicienti la via Carducci a Trieste (poi demoliti);
- 1878-1879: palazzo Mauroner e ricostruzione dell'omonimo teatro a Trieste;
- 1878-1879: casa Berlam a Trieste;
- 1880: risistemazione di villa Renner de Oesterreicher a Trieste;
- 1881-1882: padiglione imperiale per la Prima esposizione austro-ungarica agricola industriale a Trieste;